# Gadji beri bimba

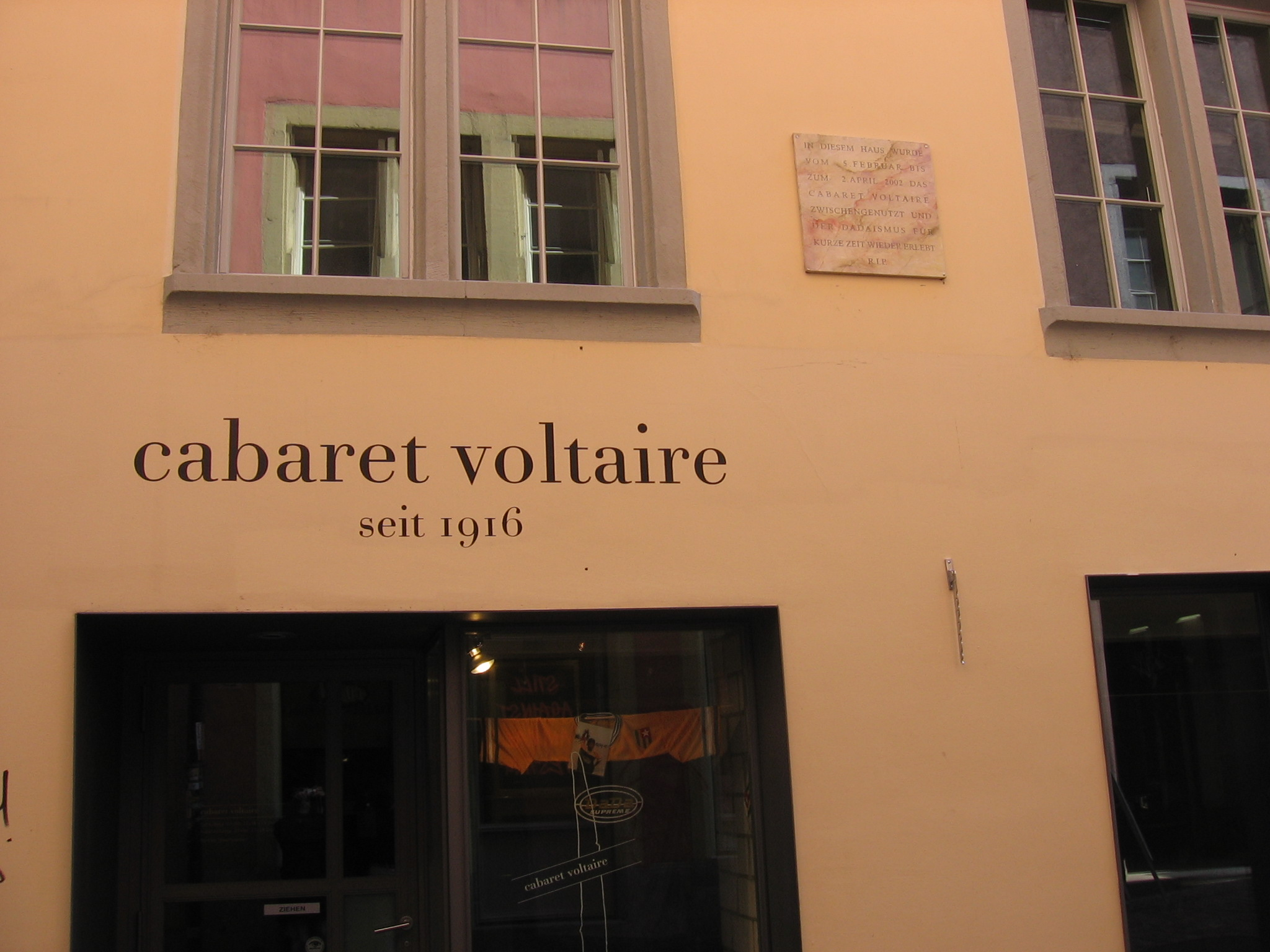
Cabaret Voltaire, Zürich

Gadji beri bimba ist ein Lautgedicht von Hugo Ball (1886–1927), einem der Mitbegründer der Zürcher Dada-Bewegung. Es zählt zu den ersten dadaistischen Gedichten, die im Cabaret Voltaire vorgetragen wurden.

## Hintergrund

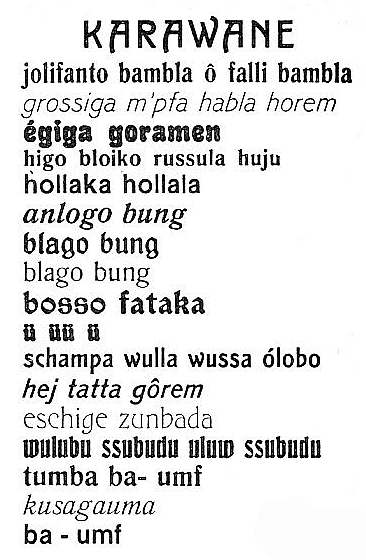
Das Lautgedicht KARAWANE (Zug der Elefanten) von Hugo Ball (1917)

Hugo Ball rezitierte dieses unsemantische und auf Lauten beruhende (und daher von Unsinnsgedichten unterschiedene) Gedicht neben weiteren lautmalerischen Werken wie Karawane (Zug der Elefanten) zum ersten Mal im Juni 1916 bei den Dadaisten-Veranstaltungen in dem im selben Jahr von ihm gegründeten Café, Kabarett und Künstlertreff „Cabaret Voltaire“ in der Zürcher Spiegelgasse 1. Angetan mit einem steifen „kubistischen“ Pappanzug, der an ein Bischofs-Ornat erinnert, sowie einer becherförmigen Mitra als Kopfbedeckung und klauenhaften Handschuhen, gab Ball, vor Notenständern stehend, eine hilflos-groteske Erscheinung ab. Man musste ihn in dieser sperrigen Aufmachung in den Saal tragen, da er fast bewegungsunfähig war.
Ball hatte hierzu seinen Dada-Mitstreiter Tristan Tzara am 14. Juni 1916 von seinem Vorhaben informiert, als „magischer Bischof“ Lautgedichte in einem ganz besonderen Kostüm vortragen zu wollen. In seinem Tagebuch notierte Ball zum 23. Juni 1916: „Ich hatte mir dazu ein Kostüm konstruiert. Meine Beine standen in einem Säulenrund aus blauglänzendem Karton, der mir schlank bis zur Hüfte reichte, so daß ich bis dahin wie ein Obelisk aussah. Darüber trug ich einen riesigen Mantelkragen, der innen mit Scharlach uns außen mit Gold beklebt, am Halse derart zusammengehalten war, daß ich ihn durch ein Heben und Senken der Ellenbogen flügelartig bewegen konnte. Dazu einen zylinderartigen, hohen, weiß und blau gestreiften Schamanenhut.“ Das Gedicht hatte Ball jedoch nur unvollständig in seinen Aufzeichnungen niedergeschrieben und vermutlich am Abend improvisiert.
Der Nonsens-Vortrag wurde mit betont sakraler Ernsthaftigkeit zu den Clusterschlägen eines Klaviers gehalten. Das Ritual der Aufführung und die Intonation des Sprechgesangs persiflierten dabei kirchliche Liturgien. Der Rezitator erklärte hierzu den ideologischen Überbau: „Mit diesen Tongedichten wollten wir verzichten auf eine Sprache, die verwüstet und unmöglich geworden ist durch den Journalismus. Wir müssen uns in die tiefste Alchemie des Wortes zurückziehen und selbst die Alchemie des Wortes verlassen, um so der Dichtung ihre heiligste Domäne zu bewahren …“
Ball griff mit seiner absurden Lautpoesie den Gedanken des italienischen Futuristen Carlo Carrà von der „Schaffung einer Totalkunst“, die visuelle, akustische und haptische Eindrücke im Sinne eines Gesamtkunstwerks simultan miteinander verbinden soll, auf und setzte dies (zusammen mit seinen Dada-Kollegen Richard Huelsenbeck, Marcel Janco und Tristan Tzara) in kabarettistischen Vorträgen und Simultandichtungen um. Balls Lautgedichte reflektieren dabei auf die Wortreihungen des faschistischen Schriftstellers und geistigen Architekten des Futurismus, Filippo Tommaso Marinetti.
Im Unterschied zu den Simultangedichten der anderen Dadaisten trennte sich Ball in seinen Lautgedichten am radikalsten von einer konventionellen Sprache: Gadji beri bimba verzichtet auf eine verständliche Wortdeutung und entzieht sich jeglichem semantischen Zugang. Die Andeutung einer realen Sprache lässt sich eventuell noch in der Zusammenstellung der Verse erahnen, die Konzentration liegt indes vollends auf der klanglichen „musikalischen“ Qualität, die in ihrem Rhythmus und ihrer Tonalität afrikanische Sprachen, kindersprachliche Nachahmungen oder  lautmalerische Beschwörungsformeln aufgreift. Die afrikanische Kunst, die zu diesem Zeitpunkt besonders bei den französischen Künstlern „en vogue“ war, hatte hierbei einen wesentlichen Einfluss, erwies sie sich doch als probates Mittel, um auf die „primitiven Abenteuer der Zeit“ zu reagieren, weshalb Chants nègres und Musique et danse nègre beliebte Programmstücke der Zürcher Dadaisten waren.
Bei aller scheinbaren Lächerlichkeit des Vortrages nahm Ball das Konzept des Sprach- beziehungsweise Wortverzichts überaus ernst. Er notierte in sein Tagebuch, dass er „langsam und feierlich“ mit Gadji beri bimba im Cabaret Voltaire begonnen habe und bereits beim nächsten Gedicht mit der Rezitation unzufrieden war, weil er bemerkte, dass seine Stimme beim Vortrag die „uralte Kadenz der priesterlichen Lamentation“ annahm „jenen Stil des Messgesangs wie er durch die katholischen Kirchen des Morgen- und Abendlandes wehklagt.“ Dass sich Ball ob dieser Liturgie alsbald einem strengen Katholizismus zuwandte, bleibt spekulativ, jedenfalls distanzierte er sich wenige Zeit danach von der Dada-Bewegung, um sich „auf die abgerissene Verbindung zu seiner kirchlich geprägten Jugend zu besinnen.“
Der Erstdruck war erst 1928 in der Zeitschrift De Stijl (Leiden), Nr. 85/86.
Die „wortwörtliche“ Lautmalerei im simultanen Akt von Ton- und Malkunst wurde von den Dadaisten Viking Eggeling und Hans Richter weitergeführt, die 1918 ein „Analogieverhältnis zwischen Musik und Malerei“ formulierten.

## Der Text
gadji beri bimba glandridi laula lonni cadori

gadjama gramma berida bimbala glandri galassassa laulitalomini

gadji beri bin blassa glassala laula lonni cadorsu sassala bim

gadjama tuffm i zimzalla binban gligla wowolimai bin beri ban

o katalominai rhinozerossola hopsamen laulitalomini hoooo

gadjama rhinozerossola hopsamen

bluku terullala blaulala loooo

zimzim urullala zimzim urullala zimzim zanzibar zimzalla zam

elifantolim brussala bulomen brussala bulomen tromtata

velo da bang band affalo purzamai affalo purzamai lengado tor

gadjama bimbalo glandridi glassala zingtata pimpalo ögrögöööö

viola laxato viola zimbrabim viola uli paluji malooo

tuffm im zimbrabim negramai bumbalo negramai bumbalo tuffm i zim

gadjama bimbala oo beri gadjama gaga di gadjama affalo pinx

gaga di bumbalo bumbalo gadjamen

gaga di bling blong

gaga blung

## Adaption in der Musik
Der griechische Komponist Theodore Antoniou vertonte 1970 Gadji beri bimba und die fünf weiteren Lautgedichte Balls von 1916 unter dem Titel Parodies für Bariton oder Schauspieler und Klavier. Über fünfzig Regie-Anweisungen in der Partitur machen aus dem Werk ein vergnüglich-absurdes Wettspiel zwischen Vokalist und Begleiter.
Hugo Balls Gedicht wurde von der US-amerikanischen New-Wave-Band Talking Heads aufgegriffen. 1979 erschien der Titel I Zimbra auf dem Album Fear of Music. Der rhythmische Sprechgesang, vorgetragen von David Byrne, wurde dabei mit einem afrikanischen Groove unterlegt. Das Album leitete damit die an Funk orientierte Phase der Gruppe ein und bekundete zugleich Byrnes Interesse am Raï und der 1980er populär werdenden Weltmusik, die er nach Auflösung der Talking Heads in zahlreichen Soloprojekten umsetzte.